# Supercoppa francese 2024 (pallavolo femminile)
La Supercoppa francese 2024, 8ª edizione della Supercoppa nazionale di pallavolo femminile, si è svolta il 21 settembre 2024: al torneo hanno partecipato due squadre di club francesi e la vittoria finale è andata per la prima volta al Neptunes de Nantes.

## Formula
La formula ha previsto una gara unica.

## Squadre partecipanti
| Squadra            | Qualificazione                      |
| ------------------ | ----------------------------------- |
| Levallois Paris    | Vincitrice Ligue A 2023-24          |
| Neptunes de Nantes | Vincitrice Coppa di Francia 2023-24 |

## Torneo
| 21 settembre 2024 Salle sportive métropolitaine, Rezé Durata: 1h:32 - Spettatori: 2 304 | Levallois Paris | 0 - 3 | Neptunes de Nantes | 23-25, 23-25, 18-25 |